# Rougemontot
Rougemontot est une commune française située dans le département du Doubs, la région culturelle et historique de Franche-Comté et la région administrative Bourgogne-Franche-Comté.

## Géographie

### Toponymie
Rubeum Monticulum en 1147 ; Rogemontot en 1267 ; Rougemontot en 1319 ; Rougeotot en 1418 ; Roingemontot en 1470 ; Rougemontot-les-Cendrey au XVIIIe siècle.
Le village est traversé par la Beune qui prend sa source près du moulin de Chèvreroche à l'est du bourg.
Au sud, au-dessus du bourg le flanc de la colline est excavé de mines de minerai de fer oolithique dont un tissu complexe de galeries se développe sur plus de 10 kilomètres sur le plan d'une strate rouge, légèrement inclinée, de 2 m d'épaisseur environ. Le minerai était envoyé au haut fourneau de Montagney-Servigney jusqu'au milieu du XIXe siècle.
À une époque récente, certaines galeries ont servi de vastes champignonnières, leur activité est abandonnée aujourd'hui.
Le danger mortel de se perdre ou d'éboulement de parties anciennes est évident.

### Climat
Pour des articles plus généraux, voir Climat de la Bourgogne-Franche-Comté et Climat du Doubs.
En 2010, le climat de la commune est de type climat de montagne, selon une étude du Centre national de la recherche scientifique s'appuyant sur une série de données couvrant la période 1971-2000. En 2020, Météo-France publie une typologie des climats de la France métropolitaine dans laquelle la commune est exposée à un climat semi-continental et est dans la région climatique  Jura, caractérisée par une forte pluviométrie en toutes saisons (1 000 à 1 500 mm/an), des hivers rigoureux et un ensoleillement médiocre. 
Pour la période 1971-2000, la température annuelle moyenne est de 10,5 °C, avec une amplitude thermique annuelle de 17,5 °C. Le cumul annuel moyen de précipitations est de 1 168 mm, avec 12,5 jours de précipitations en janvier et 10,4 jours en juillet. Pour la période 1991-2020, la température moyenne annuelle observée sur la station météorologique de Météo-France la plus proche, « Pouligney », sur la commune de Pouligney-Lusans à 9 km à vol d'oiseau, est de 10,9 °C et le cumul annuel moyen de précipitations est de 1 214,6 mm. 
La température maximale relevée sur cette station est de 40 °C, atteinte le 25 juillet 2019 ; la température minimale est de −23 °C, atteinte le 20 décembre 2009,,. 
Les paramètres climatiques de la commune ont été estimés pour le milieu du siècle (2041-2070) selon différents scénarios d'émission de gaz à effet de serre à partir des nouvelles projections climatiques de référence DRIAS-2020. Ils sont consultables sur un site dédié publié par Météo-France en novembre 2022.

## Urbanisme

### Typologie
Au 1er janvier 2024, Rougemontot est catégorisée commune rurale à habitat dispersé, selon la nouvelle grille communale de densité à 7 niveaux définie par l'Insee en 2022.
Elle est située hors unité urbaine. Par ailleurs la commune fait partie de l'aire d'attraction de Besançon, dont elle est une commune de la couronne,. Cette aire, qui regroupe 310 communes, est catégorisée dans les aires de 200 000 à moins de 700 000 habitants,.

### Occupation des sols
L'occupation des sols de la commune, telle qu'elle ressort de la base de données européenne d’occupation biophysique des sols Corine Land Cover (CLC), est marquée par l'importance des forêts et milieux semi-naturels (75,9 % en 2018), une proportion identique à celle de 1990 (75,9 %). La répartition détaillée en 2018 est la suivante : 
forêts (75,9 %), zones agricoles hétérogènes (23,1 %), prairies (0,9 %). L'évolution de l’occupation des sols de la commune et de ses infrastructures peut être observée sur les différentes représentations cartographiques du territoire : la carte de Cassini (XVIIIe siècle), la carte d'état-major (1820-1866) et les cartes ou photos aériennes de l'IGN pour la période actuelle (1950 à aujourd'hui).

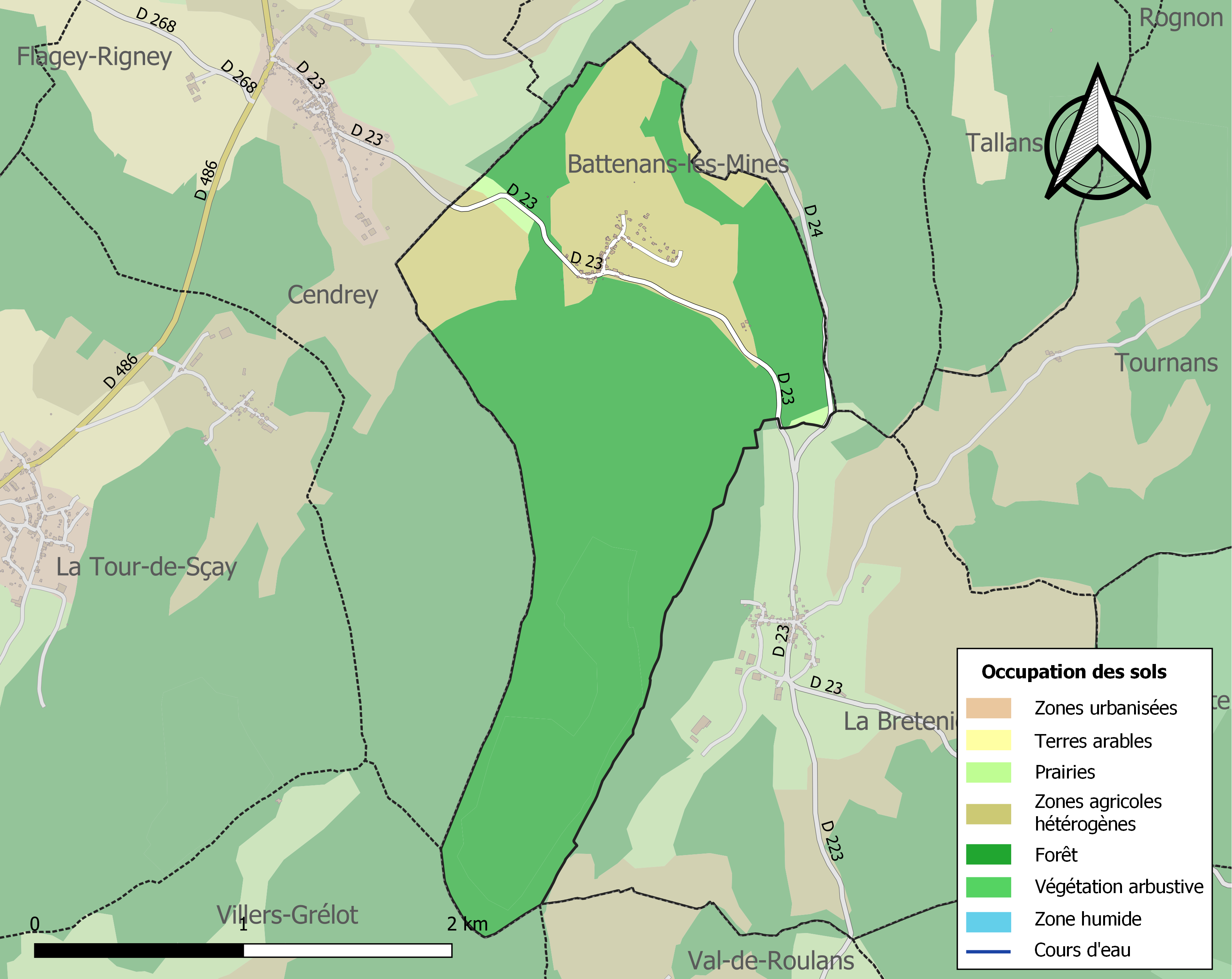
Carte des infrastructures et de l'occupation des sols de la commune en 2018 (CLC).

## Politique et administration
| Période                                  | Période  | Identité                        | Étiquette | Qualité                                                                |
| ---------------------------------------- | -------- | ------------------------------- | --------- | ---------------------------------------------------------------------- |
| 1971                                     | 1989     | Marguerite Lapprand (1925-2022) |           |                                                                        |
|                                          |          |                                 |           |                                                                        |
| mars 2001                                | mai 2020 | Denis Clément                   | PS        | Retraité Fonction publique                                             |
| mai 2020                                 | En cours | Jacques Denis                   | RN        | Ancien ouvrier, suppléant de la députée Géraldine Grangier (2022-2024) |
| Les données manquantes sont à compléter. |          |                                 |           |                                                                        |

## Démographie
L'évolution du nombre d'habitants est connue à travers les recensements de la population effectués dans la commune depuis 1793. Pour les communes de moins de 10 000 habitants, une enquête de recensement portant sur toute la population est réalisée tous les cinq ans, les populations de référence des années intermédiaires étant quant à elles estimées par interpolation ou extrapolation. Pour la commune, le premier recensement exhaustif entrant dans le cadre du nouveau dispositif a été réalisé en 2005.

En 2022, la commune comptait 89 habitants, en évolution de −5,32 % par rapport à 2016 (Doubs : +1,88 %, France hors Mayotte : +2,11 %).
| 1793 | 1800 | 1806 | 1821 | 1831 | 1836 | 1841 | 1846 | 1851 |
| ---- | ---- | ---- | ---- | ---- | ---- | ---- | ---- | ---- |
| 216  | 227  | 289  | 274  | 334  | 325  | 294  | 304  | 312  |

| 1856 | 1861 | 1866 | 1872 | 1876 | 1881 | 1886 | 1891 | 1896 |
| ---- | ---- | ---- | ---- | ---- | ---- | ---- | ---- | ---- |
| 275  | 291  | 261  | 222  | 246  | 207  | 190  | 194  | 175  |

| 1901 | 1906 | 1911 | 1921 | 1926 | 1931 | 1936 | 1946 | 1954 |
| ---- | ---- | ---- | ---- | ---- | ---- | ---- | ---- | ---- |
| 159  | 146  | 136  | 108  | 102  | 90   | 99   | 83   | 68   |

| 1962 | 1968 | 1975 | 1982 | 1990 | 1999 | 2005 | 2006 | 2010 |
| ---- | ---- | ---- | ---- | ---- | ---- | ---- | ---- | ---- |
| 45   | 54   | 59   | 67   | 67   | 72   | 90   | 93   | 86   |

| 2015 | 2020 | 2022 | - | - | - | - | - | - |
| ---- | ---- | ---- | - | - | - | - | - | - |
| 93   | 91   | 89   | - | - | - | - | - | - |

## Lieux et monuments
- Le monument aux morts d'Ollan - Calvaire.

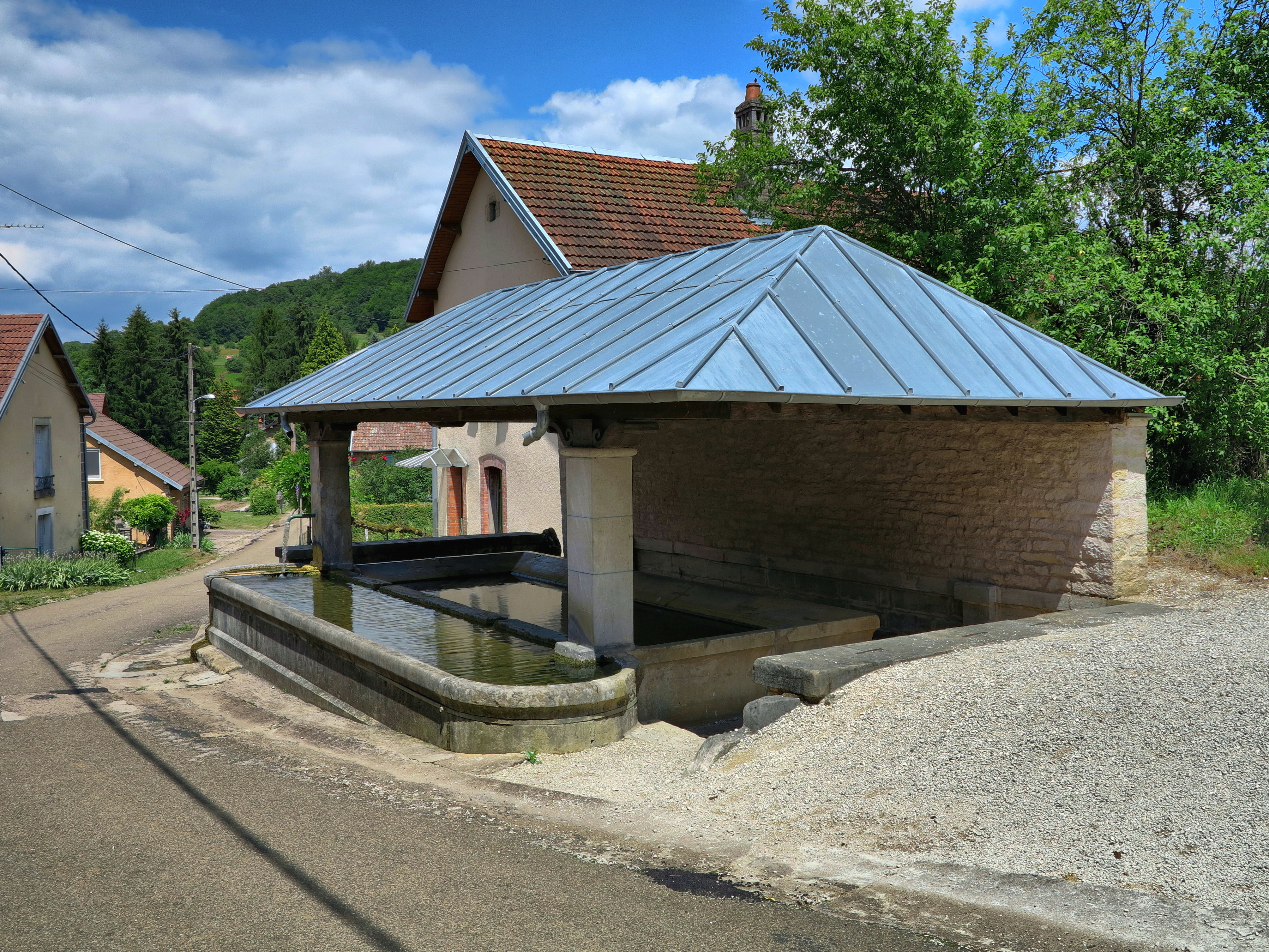
Le lavoir-abreuvoir.

- Dans les années 35/40 fut érigée une « croix de rogations » par le maire de l'époque Étienne Marion aidé de Marius Vuillemenot puis restaurée dans les années 1950 par Pierre Bas et Charles Gayon.
- Le lavoir-abreuvoir restauré et en eaux.
- Le ruisseau de la Beune qui prend sa source dans une grotte située sur la commune.

## Personnalités liées à la commune
- Charles Gayon (1900-1980), maçon et ancien résistant[réf. nécessaire].